# Zarga
Zarga oder Montagne de Zarga ist der Name einer Bergkette, die einen Platz unter den höchsten Erhebungen in Mauretanien einnimmt. Sie liegt im Zentrum des Adrar-Plateaus. Für einen der Gipfel ist eine Höhe von 760 m dokumentiert, allerdings lässt die gleiche Quelle außer Betracht, dass südöstlich benachbart ein Gipfel die Höhenlinie von 780 m aufweist. Aus OpenTopoMap sind zweimal die Höhenlinien 770 m abzulesen.
Die Bergkette beginnt im Nordwesten (20° 21′ 37″ N, 12° 45′ 3,1″ W), 36 Kilometer südöstlich von Atar und 41 Kilometer westlich von Chinguetti, erreicht hier auch ihre größte Höhe und lässt sich über rund 52 Kilometer nach Südosten verfolgen, wo sie wiederholt unter Sand begraben wird (20° 3′ 3,2″ N, 12° 22′ 33,8″ W). Die Breite beträgt vielfach um die 300 Meter, rund um die höchsten Gipfel auch 1000 Meter.
Die Entstehung dieser eigenartigen Formation soll eiszeitlich bedingt sein. Sie soll vor 440 Millionen Jahren im Ordovizium als Esker durch Ablagerungen von Schmelzwasserflüssen unter der Gletschoberfläche entstanden sein.